# Shin Ha-kyun
Shin Ha-kyun (신하균?, Sin Ha-gyunLR; Seul, 30 maggio 1974) è un attore sudcoreano.

## Biografia
Dopo avere studiato teatro al Seoul Institute of the Arts, nel 1998 Shin Ha-kyun debutta nel cinema con il film Gimaghin sanaedeul diretto da Jang Jin, regista che oltre a lanciarlo lo stima tanto da volerlo in seguito anche in diversi altri suoi successivi film. Diventa noto interpretando nel 2000 il ruolo di un giovane soldato nordcoreano nel film Joint Security Area di Park Chan-wook, con lo stesso regista è poi il protagonista di Mr. Vendetta (2002) e ha un cameo anche in Lady Vendetta (2005). Shin compare nel cast di Welcome to Dongmakgol ambientato durante la guerra di Corea, e nel 2009 è il marito cagionevole di salute tradito in Bakjwi.
Nel 2010 torna a distanza di sette anni in televisione, dopo Good Person trasmesso nel 2003 dalla MBC, apparendo nella serie televisiva Wigiilbal Pongnyeonbilla, e l'anno dopo il medical drama della KBS2 Beulein gli conferisce una rinnovata notorietà. Sempre nel 2011 è pure il protagonista di L'ultima battaglia - The Front Line, ambientato durante la fine della guerra di Corea.

## Filmografia

### Cinema
- Gimaghin sanaedeul, regia di Jang Jin (1998)
- Gancheob Li Cheol-jin, regia di Jang Jin (1999)
- Joint Security Area, regia di Park Chan-wook (2000)
- Coming Out (cortometraggio), regia di Kim Ji-woon (2000)
- Killerdeului suda, regia di Jang Jin (2001)
- Mr. Vendetta (Boksuneun naui geot), regia di Park Chan-wook (2002)
- Mudjima Family, regia di Park Sang-wan e Park Kwang-hyun (2002)
- Seopeuraijeu, regia di Kim Jin-seong (2002)
- Jigureul jikyeora!, regia di Jang Joon-hwan (2003)
- Hwaseongeuro gan sanai, regia di Kim Jung-kwon (2003)
- Uri hyeong, regia di Ahn Gwon-tae (2004)
- Teol (cortometraggio), regia di Kang Woon-do (2004)
- Lady Vendetta (Chinjeolhan geumjassi), regia di Park Chan-wook (2005)
- Welcome to Dongmakgol (Welkkeom tu Dongmakgol), regia di Park Kwang-hyun (2005)
- Baksu-chiltae deonara, regia di Jang Jin (2005)
- Yeui-eomneun geotdeul, regia di Park Cheol-hee (2006)
- Adeul, regia di Jang Jin (2007)
- Deo ge-im, regia di Yoon In-ho (2008)
- Bakjwi, regia di Park Chan-wook (2009)
- Kape neuwareu, regia di Jung Sung-il (2009)
- Quiz wang, regia di Jang Jin (2010)
- L'ultima battaglia - The Front Line (Go-ji-jeon), regia di Jang Hoon (2011)
- The Thieves (Dodookdeul), regia di Choi Dong-hoon (2012)
- Run-ning-maen, regia di Jo Dong-oh (2013)
- Bigmaechi, regia di Choi Ho (2014)
- Sunsu-ui sidae, regia di Ahn Sang-hoon (2015)
- Olle, regia di Chae Doo-byung (2016)
- L'assassina (Aknyeo), regia di Jung Byung-gil (2017)
- 7 Hosil, regia di Lee Yong-seung (2017)
- Balam balam balam, regia di Lee Byeong-heon (2018)
- Geukan jigeop, regia di Lee Byeong-heon (2019)
- Inseparable Bros, regia di Yook Sang-hyo (2019)
- Sunmool (cortometraggio), regia di Hur Jin-ho (2019)

### Televisione
- Joh-eun saram – serie TV (2003)
- Wigi-ilbal pungnyeonbilla – serie TV, 20 episodi (2010)
- Brain – serie TV, 20 episodi (2011)
- Nae yeon-ae-ui modeungeot – serie TV, 16 episodi (2013)
- Mister Baek – serie TV, 16 episodi (2013)
- Piribuneun sana-i – serie TV, 16 episodi (2016)
- Nappeun hyeongsa – serie TV, 32 episodi (2018-2019)
- Yeonghonsuseon-gong – serie TV, 32 episodi (2020)
- Yonder (욘더?, YondeoLR) – serie TV, 6 episodi (2022)

## Riconoscimenti
- Busan Film Critics Awards
  - 2003: Miglior attore (Jigureul jikyeora!)

- Blue Dragon Film Awards
  - 2009: Candidatura a Miglior attore non protagonista (Bakjwi)

- Baeksang Arts Awards
  - 2012: Candidatura a Miglior attore e attore più popolare (Beulein)

- Korean Association of Film Critics Awards 
  - 2019: Miglior attore (Inseparable Bros)

## Doppiatori italiani
- Angelo Maggi in Mr. Vendetta
- Christian Iansante in L'ultima battaglia - The Front Line
- Daniele De Lisi in The Thieves